# Lepuix
Lepuix är en kommun i departementet Territoire de Belfort i regionen Bourgogne-Franche-Comté i östra Frankrike. Kommunen ligger i kantonen Giromagny som tillhör arrondissementet Belfort. År 2022 hade Lepuix 1 113 invånare.

## Befolkningsutveckling
Antalet invånare i kommunen Lepuix
| Referens: INSEE |